# Villa San Martín (San Juan)
Pour les articles homonymes, voir Villa San Martín.
Villa San Martín est une ville et le chef-lieu du Département de San Martín, dans la province de San Juan en Argentine. Elle est située à l'est du Valle del Tulum, l'oasis de la région. On y trouve surtout des cultures viticoles.